# Lanzamiento de disco
El lanzamiento de disco es una prueba campo del atletismo, donde el objetivo es lanzar un objeto pesado de sección circular. El disco se lanza desde un círculo de 2.50 m de diámetro y debe aterrizar dentro de un sector de ángulo de 34° 92'. Es un círculo de madera rodeado por metal; para los hombres tiene un diámetro de 22 cm y un peso de 2 kg, mientras que para las mujeres mide 18 cm y pesa 1 kg. Se debe lanzar con una sola mano. La zona de lanzamiento no es la misma que la del lanzamiento de peso y martillo, 2.15 m en peso y martillo, 2.50 m para disco.

## El disco

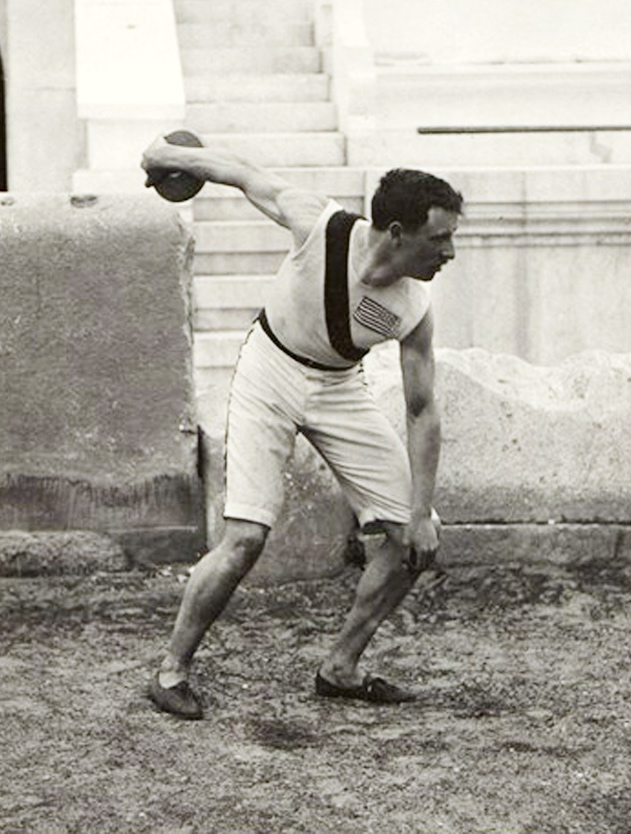
Lanzamiento de disco en Atenas 1896 (Robert Garrett, EE. UU., medalla de oro).

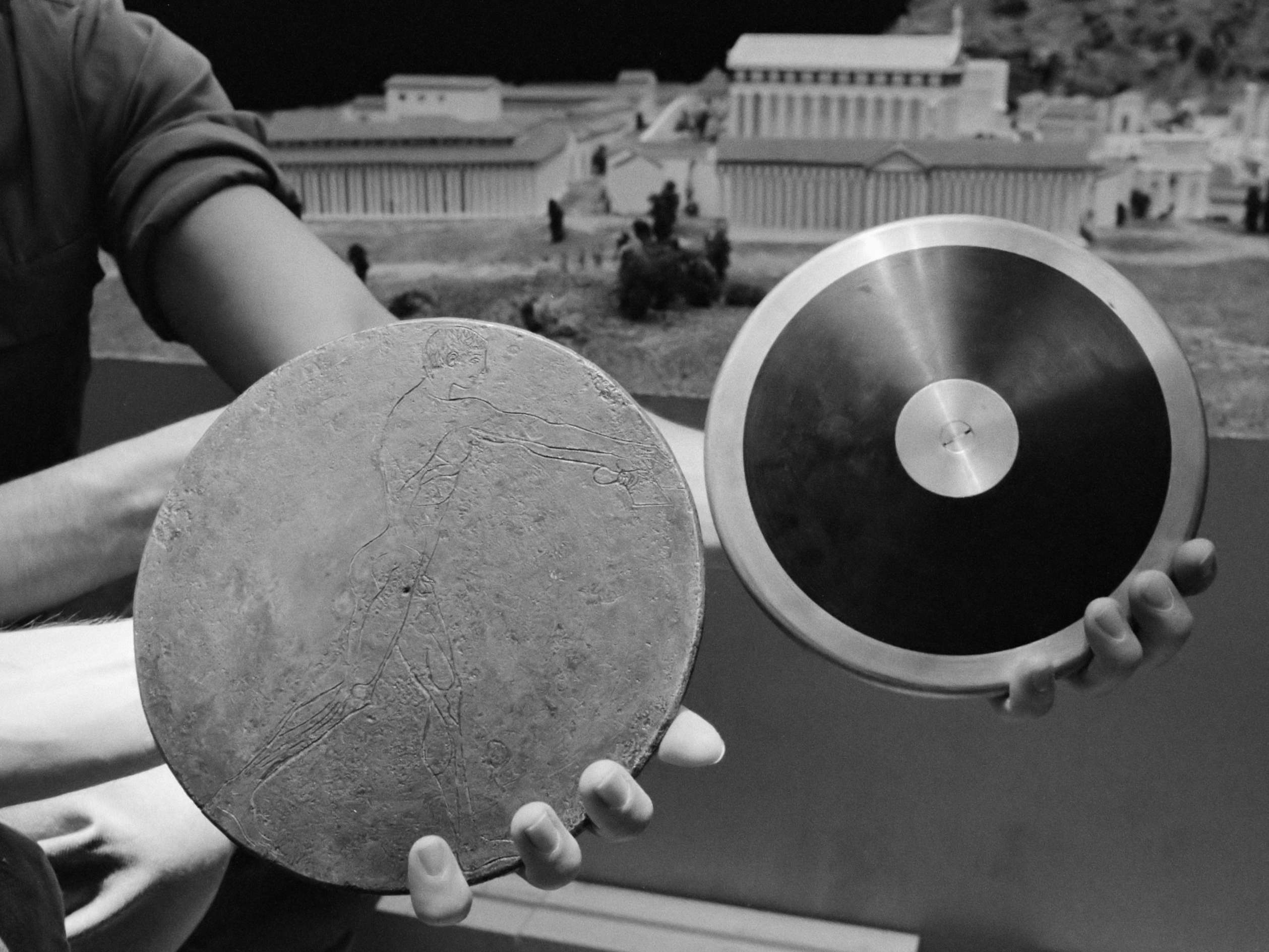
Implemento antiguo y moderno.

Se conservan algunos discos antiguos y parece ser que no existía un peso ni una medida estándar, puesto que los discos que se conservan son de lo más variado en cuanto a su tamaño y peso que oscila entre los 1,3 y 4 kg, aunque existe uno de 0,7  kg que puede ser que fuera un disco votivo sin relación con la competición. Está hecho de madera y bordes metálicos. 
La incorporación del lanzamiento de disco en el programa olímpico se dio en 1896 en Atenas. Las mujeres compiten por primera vez a nivel olímpico en 1928 en Ámsterdam.

## Zona de lanzamiento
El círculo de lanzamiento tiene un diámetro de 2,5 m. Esta zona debe estar demarcada por líneas de 5 cm de ancho, preferiblemente blancas. También deberá haber una línea imaginaria que se prolongue horizontalmente 75 cm fuera del círculo a cada lado, esta línea divide el círculo en dos partes, sirviendo como referencia para el ingreso y salida del deportista con forma de edificio.
Es importante que la superficie del círculo de lanzamiento sea de un material antideslizante.
El sector de caída tiene un ángulo de 34,92°
Se emplea una jaula que tiene una altura mínima de 8 m. Ésta cuenta con paneles fijos de 2.80 m de ancho y paneles giratorios que tienen 10 m de altura. La jaula deberá diseñarse, fabricarse y conservarse de forma que la malla sea capaz de detener la cabeza de un martillo de 7,260 kg moviéndose a una velocidad de hasta 32 m por segundo.
Su acondicionamiento deberá ser de tal manera que no haya peligro de que rebote hacia el atleta o vaya por la parte superior de la jaula.

## Técnica de lanzamiento
Se cree que la forma más común de lanzar el disco era levantando el disco por el frente. A continuación, se echa el brazo de lanzamiento sujetando el disco hacia atrás y acompañándolo con el resto del cuerpo. Después se avanza el cuerpo, levantándose y soltando el brazo para efectuar el lanzamiento. También se puede emplear este campo para otras actividades deportivas.

## Reglamento
El atleta debe iniciar su actuación desde una posición estática. Puede sujetar el disco como referencia para tomar vuelo. Deberá abandonar el círculo por la mitad trasera una vez que el disco haya caído al suelo. Para que sea válido el lanzamiento, el disco deberá caer dentro de la parte interior de las líneas de demarcación del sector de caída. El lanzamiento se mide desde la marca más cercana efectuada por el disco hasta el borde interior de la circunferencia del círculo. El atleta no puede introducir nada al círculo. Para realizar cada intento el atleta tiene un minuto, normalmente cada atleta realiza tres intentos, y los ocho atletas con mejor marca válida realizan otros tres intentos en orden inverso a su mejor marca posible.
Motivos de lanzamiento nulo:
- Tocar con cualquier parte del cuerpo la parte superior del borde metálico del círculo o bien fuera de este.
- Salir por la parte delantera del círculo.
- Salir del círculo antes de que se produzca la caída del artefacto.
- Lanzar el artefacto fuera del sector.
- Retraso en la ejecución del lanzamiento.

### Características del disco de lanzamiento
En la categoría absoluta, el peso del disco es de 2 kg para varones y de 1 kg para mujeres. Tiene un diámetro de 219 - 221 mm y un espesor de 44-46 mm en la categoría masculina; en la femenina tiene un diámetro de 180 - 182 mm y una anchura de 37 - 39 mm. Sin embargo, el tamaño y el peso del disco descienden en categorías inferiores de varones: 1,5 kg para menores (hasta 17 años) 1,75 kg para juveniles (de 18 a 20 años). El lanzamiento de disco es una prueba del atletismo, donde el objetivo es lanzar un objeto pesado de sección circular denominado disco lo más lejos posible. El disco se lanza desde un círculo de 2.50 m de diámetro y debe aterrizar dentro de un sector de ángulo de 35°32′. Es un círculo de madera rodeado por metal; para varones tiene un diámetro de 22 cm y un peso de 2 kg, mientras que para las mujeres mide 18 cm y pesa 1 kg. Se debe lanzar con una sola mano.
El disco es un plato con el borde y el centro de metal, el resto es de madera, que se lanza desde un círculo que tiene un diámetro de 2,5 metros. 
En la competición masculina el disco mide entre 219 y 221 mm de diámetro, entre 44 y 46 mm de ancho y pesa 2 kilogramos.
En la rama femenina el disco mide entre 180 y 182 mm de diámetro, de 37 a 39 mm de ancho y pesa 1 kilogramo.

## Récords
- actualizado a agosto de 2021
|                   |         | Marca | Atleta             | País                          | Lugar             | Fecha      |
| ----------------- | ------- | ----- | ------------------ | ----------------------------- | ----------------- | ---------- |
| Mundial (WR)      | Hombres | 74,35 | Mykolas Alekna     | Lituania                      | Ramona (Oklahoma) | 14-04-2024 |
| Mundial (WR)      | Mujeres | 76,80 | Gabriele Reinsch   | República Democrática Alemana | Neubrandenburg    | 09-07-1988 |
| Olímpico (OR)     | Hombres | 70,00 | Rojé Stona         | Jamaica                       | Atenas            | 23-08-2004 |
| Olímpico (OR)     | Mujeres | 72,30 | Martina Hellmann   | República Democrática Alemana | Seúl              | 29-09-1988 |
| Europeo (ER)      | Hombres | 74,35 | Mykolas Alekna     | Lituania                      | Ramona (Oklahoma) | 14-04-2024 |
| Europeo (ER)      | Mujeres | 76,80 | Gabriele Reinsch   | República Democrática Alemana | Neubrandenburg    | 09-07-1988 |
| Americano (AM)    | Hombres | 72,34 | Ben Plucknett      | Estados Unidos                | Estocolmo         | 07-07-1981 |
| Americano (AM)    | Mujeres | 70,88 | Hilda Ramos        | Cuba                          | La Habana         | 08-05-1992 |
| Africano (AF)     | Hombres | 70,32 | Frantz Kruger      | Sudáfrica                     | Salon de Provence | 26-05-2001 |
| Africano (AF)     | Mujeres | 64,87 | Elizna Naude       | Sudáfrica                     | Stellenbosch      | 02-03-2007 |
| Asiático (AS)     | Hombres | 69,32 | Ehsan Hadidi       | Irán                          | Tallin            | 03-06-2008 |
| Asiático (AS)     | Mujeres | 71,68 | Yanling Xiao       | China                         | Pekín             | 14-03-1992 |
| Oceánico (OC)     | Hombres | 68,20 | Benn Harradine     | Australia                     | Townsville        | 10-05-2013 |
| Oceánico (OC)     | Mujeres | 68,72 | Daniela Costian    | Australia                     | Auckland          | 22-01-1994 |
| Sudamericano (SA) | Hombres | 70,29 | Mauricio Ortega    | Colombia                      | Lovelhe           | 22-07-2020 |
| Sudamericano (SA) | Mujeres | 65,98 | Andressa de Morais | Brasil                        | Lima              | 06-08-2019 |

## Evolución del récord mundial

### Masculino

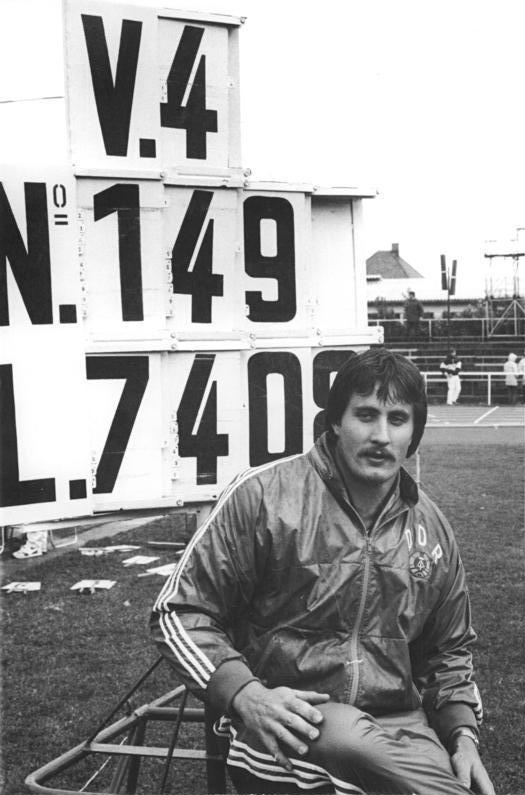
Jürgen Schult, mantuvo el récord mundial desde 1986 a 2024.

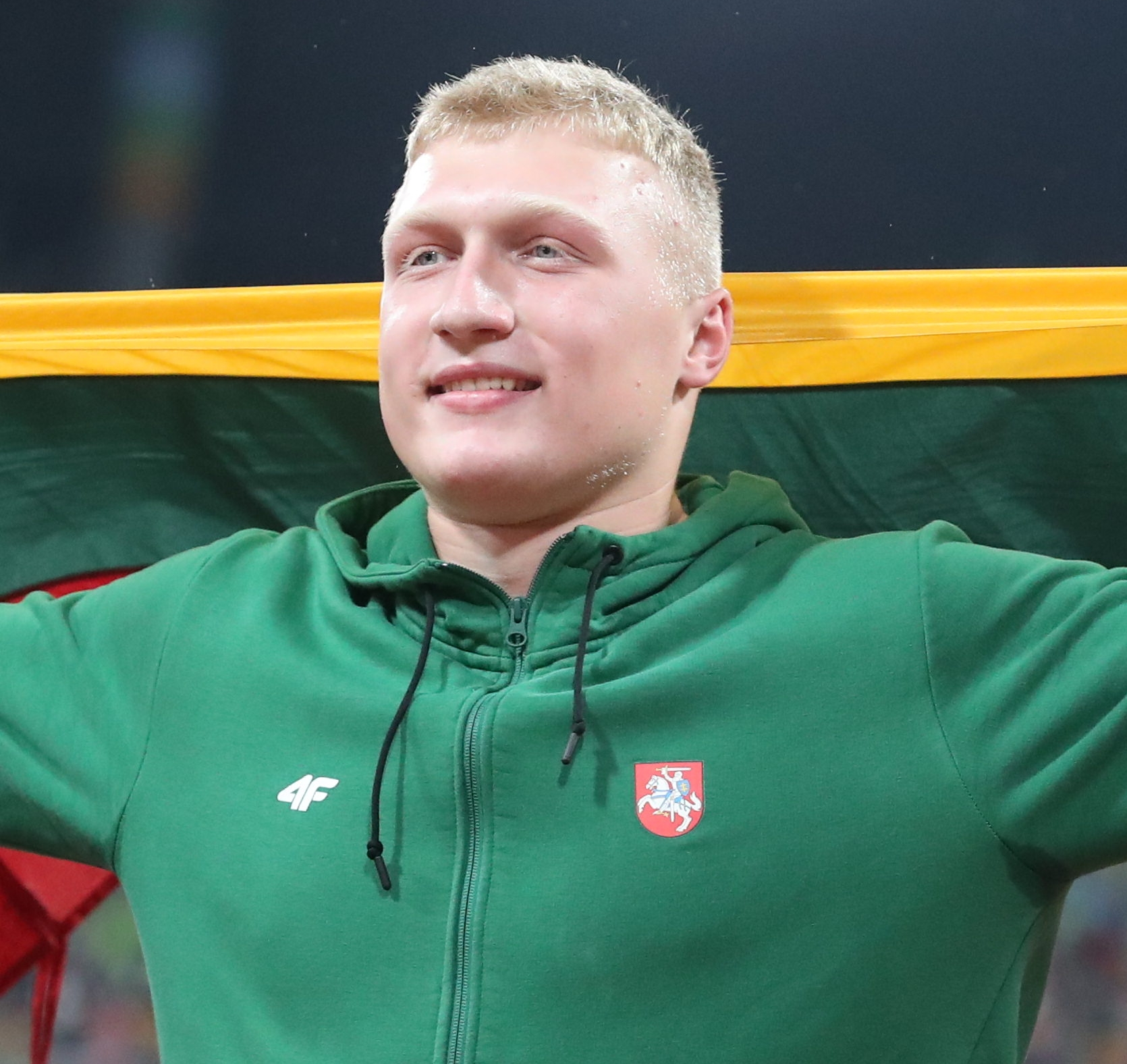
Mykolas Alekna, actual poseedor del récord mundial.

| Marca | Atleta             | Lugar                    | Fecha                       |
| ----- | ------------------ | ------------------------ | --------------------------- |
| 50.05 | James Duncan       | 27 de mayo de 1912       | Nueva York                  |
| 47.61 | Thomas Lieb        | 14 de septiembre de 1924 | Chicago                     |
| 47.89 | Glenn Hartranft    | 2 de mayo de 1925        | San Francisco               |
| 48.20 | Bud Houser         | 2 de abril de 1926       | Palo Alto, California       |
| 51.03 | Eric Krenz         | 17 de mayo de 1930       | Palo Alto, California       |
| 51.73 | Paul Jessup        | 23 de agosto de 1930     | Pittsburgh                  |
| 52.42 | Harald Andersson   | 25 de agosto de 1934     | Oslo                        |
| 53.10 | Willy Schröder     | 28 de abril de 1935      | Magdeburg, Alemania         |
| 53.26 | Archibald Harris   | 20 de junio de 1941      | Palo Alto, California       |
| 53.34 | Adolfo Consolini   | 26 de octubre de 1941    | Milán                       |
| 54.23 | Adolfo Consolini   | 14 de abril de 1946      | Milán                       |
| 54.93 | Bob Fitch          | 8 de junio de 1946       | Mineápolis, Minesota        |
| 55.33 | Adolfo Consolini   | 10 de octubre de 1948    | Milán                       |
| 56.46 | Fortune Gordien    | 9 de julio de 1949       | Lisboa                      |
| 56.97 | Fortune Gordien    | 14 de agosto de 1949     | Hämeenlinna, Finlandia      |
| 57.93 | Sim Iness          | 20 de junio de 1953      | Lincoln (Nebraska)          |
| 58.10 | Fortune Gordien    | 11 de julio de 1953      | Pasadena (California)       |
| 59.28 | Fortune Gordien    | 22 de agosto de 1953     | Pasadena (California)       |
| 59.91 | Edmund Piątkowski  | 14 de junio de 1959      | Varsovia                    |
| 59.91 | Rink Babka         | 12 de agosto de 1960     | Walnut (California)         |
| 60.56 | Jay Silvester      | 11 de agosto de 1961     | Fráncfort, Alemania Federal |
| 60.72 | Jay Silvester      | 20 de agosto de 1961     | Bruselas, Bélgica           |
| 61.10 | Al Oerter          | 18 de mayo de 1962       | Los Ángeles                 |
| 61.64 | Vladimir Trusenyev | 4 de junio de 1962       | Leningrado, Unión Soviética |
| 62.45 | Al Oerter          | 1 de julio de 1962       | Chicago                     |
| 62.62 | Al Oerter          | 27 de abril de 1963      | Walnut (California)         |
| 62.94 | Al Oerter          | 25 de abril de 1964      | Walnut (California)         |
| 64.55 | Ludvik Danek       | 2 de agosto de 1964      | Turnov, Checoslovaquia      |
| 65.22 | Ludvik Danek       | 12 de octubre de 1965    | Sokolov, Checoslovaquia     |
| 66.54 | Jay Silvester      | 25 de mayo de 1968       | Modesto, California         |
| 68.40 | Jay Silvester      | 18 de septiembre de 1968 | Reno, Nevada                |
| 68.40 | Ricky Bruch        | 5 de julio de 1972       | Estocolmo                   |
| 68.48 | John van Reenen    | 14 de marzo de 1975      | Stellenbosch, Sudáfrica     |
| 69.08 | John Powell        | 3 de mayo de 1975        | Long Beach, California      |
| 69.18 | Mac Wilkins        | 24 de abril de 1976      | Walnut (California)         |
| 69.80 | Mac Wilkins        | 1 de mayo de 1976        | San José (California)       |
| 70.24 | Mac Wilkins        | 1 de mayo de 1976        | San José (California)       |
| 70.86 | Mac Wilkins        | 1 de mayo de 1976        | San José                    |
| 71.16 | Wolfgang Schmidt   | 9 de agosto de 1978      | Berlín                      |
| 71.86 | Yuriy Dumchev      | 29 de mayo de 1983       | Moscú, Unión Soviética      |
| 74.08 | Jürgen Schult      | 6 de junio de 1986       | Neubrandenburg, Alemania    |
| 74.35 | Mykolas Alekna     | 14 de abril de 2024      | Ramona, Oklahoma            |

### Femenino

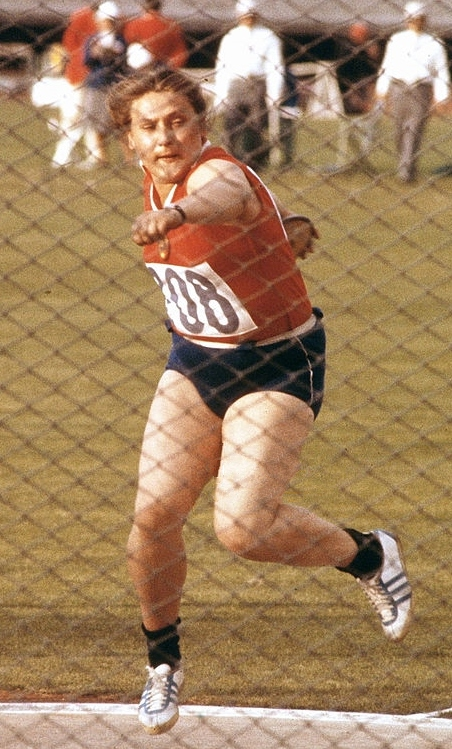
Tamara Press plusmarquista mundial desde 1960 a 1967.

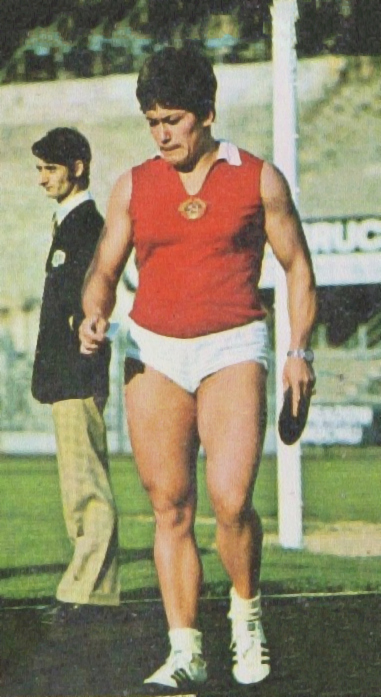
Faina Melnik plusmarquista mundial desde 1971 a 1978.

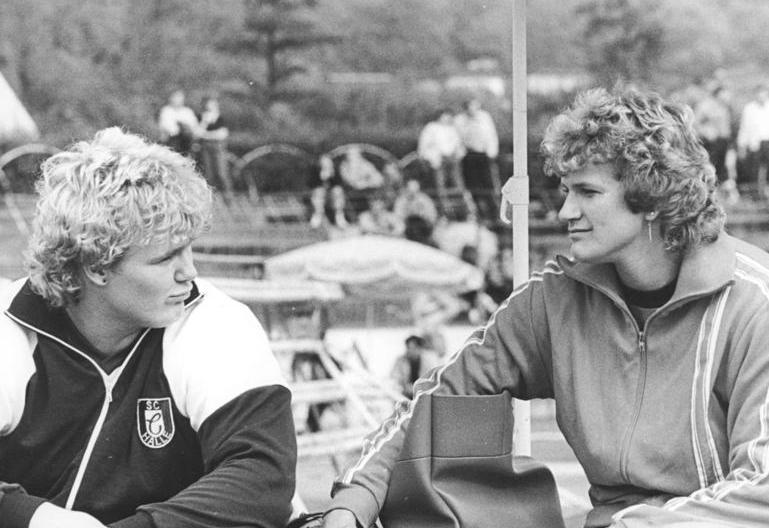
Gabriele Reinsch a la derecha, actual plusmarquista mundial desde 1988, en la imagen junto a Ilke Wyludda.

| Marca  | Atleta              | Lugar                               | Fecha                    |
| ------ | ------------------- | ----------------------------------- | ------------------------ |
| 24.90  | Lilli Henoch        | Berlín, Alemania                    | 1 de octubre de 1922     |
| 26.62  | Lilli Henoch        | Berlín, Alemania                    | 8 de julio de 1923       |
| 27.39  | Yvonne Tembouret    | París, Francia                      | 23 de septiembre de 1923 |
| 27.70  | Lucie Petit         | París, Francia                      | 14 de julio de 1924      |
| 28.325 | Lisette Petré       | Bruselas, Bélgica                   | 21 de julio de 1924      |
| 30.225 | Lucienne Velu       | París, Francia                      | 14 de septiembre de 1924 |
| 31.15  | Maria Vidlaková     | Praga, Checoslovaquia               | 11 de octubre de 1925    |
| 34.15  | Halina Konopacka    | Varsovia, Polonia                   | 23 de mayo de 1926       |
| 38.34  | Milly Reuter        | Brunswick, Alemania                 | 22 de agosto de 1926     |
| 39.18  | Halina Konopacka    | Varsovia, Polonia                   | 4 de septiembre de 1927  |
| 39.62  | Halina Konopacka    | Ámsterdam, Países Bajos             | 31 de julio de 1928      |
| 40.345 | Jadwiga Wajs        | Pabianice, Polonia                  | 15 de mayo de 1932       |
| 40.39  | Jadwiga Wajs        | Lodz, Polonia                       | 16 de mayo de 1932       |
| 40.84  | Grete Heublein      | Hagen, Alemania                     | 19 de junio de 1932      |
| 42.43  | Jadwiga Wajs        | Lodz, Polonia                       | 19 de junio de 1932      |
| 43.08  | Jadwiga Wajs        | Królewska Huta, Polonia             | 15 de julio de 1933      |
| 43.795 | Jadwiga Wajs        | Londres, Reino Unido                | 11 de agosto de 1934     |
| 44.34  | Gisela Mauermayer   | Ulm, Alemania                       | 2 de junio de 1935       |
| 44.76  | Gisela Mauermayer   | Núremberg, Alemania                 | 4 de junio de 1935       |
| 45.53  | Gisela Mauermayer   | Múnich, Alemania                    | 23 de junio de 1935      |
| 46.10  | Gisela Mauermayer   | Jena, Alemania                      | 29 de junio de 1935      |
| 47.12  | Gisela Mauermayer   | Dresde, Alemania                    | 25 de agosto de 1935     |
| 48.31  | Gisela Mauermayer   | Berlín, Alemania                    | 11 de julio de 1936      |
| 53.25  | Nina Dumbadze       | Moscú, Unión Soviética              | 8 de agosto de 1948      |
| 53.37  | Nina Dumbadze       | Gori, Unión Soviética               | 27 de mayo de 1951       |
| 53.61  | Nina Romashkova     | Odesa, Unión Soviética              | 9 de agosto de 1952      |
| 57.04  | Nina Dumbadze       | Tiflis, Unión Soviética             | 18 de octubre de 1952    |
| 57.15  | Tamara Press        | Roma, Italia                        | 12 de septiembre de 1960 |
| 57.43  | Tamara Press        | Moscú, Unión Soviética              | 15 de julio de 1961      |
| 58.06  | Tamara Press        | Sofía, Bulgaria                     | 1 de septiembre de 1961  |
| 58.98  | Tamara Press        | Londres, Reino Unido                | 20 de septiembre de 1961 |
| 59.29  | Tamara Press        | Moscú, Unión Soviética              | 18 de mayo de 1963       |
| 59.70  | Tamara Press        | Moscú, Unión Soviética              | 11 de agosto de 1965     |
| 61.26  | Liesel Westermann   | São Paulo, Brasil                   | 5 de noviembre de 1967   |
| 61.64  | Christine Spielberg | Regis-Breitingen, Alemania Oriental | 26 de mayo de 1968       |
| 62.54  | Liesel Westermann   | Werdohl, Alemania Federal           | 24 de julio de 1968      |
| 62.70  | Liesel Westermann   | Berlín Este, Alemania Oriental      | 18 de junio de 1969      |
| 63.96  | Liesel Westermann   | Hamburgo, Alemania Federal          | 27 de septiembre de 1969 |
| 64.22  | Faina Melnik        | Helsinki, Finlandia                 | 12 de agosto de 1971     |
| 64.88  | Faina Melnik        | Múnich, Alemania Federal            | 4 de septiembre de 1971  |
| 65.42  | Faina Melnik        | Moscú, Unión Soviética              | 31 de mayo de 1972       |
| 65.48  | Faina Melnik        | Augsburgo, Alemania Federal         | 24 de junio de 1972      |
| 66.76  | Faina Melnik        | Moscú, Unión Soviética              | 4 de agosto de 1972      |
| 67.32  | Argentina Menis     | Constanza, Rumania                  | 23 de septiembre de 1972 |
| 67.44  | Faina Melnik        | Riga, Unión Soviética               | 25 de mayo de 1973       |
| 67.58  | Faina Melnik        | Moscú, Unión Soviética              | 10 de julio de 1973      |
| 69.48  | Faina Melnik        | Edimburgo, Reino Unido              | 7 de septiembre de 1973  |
| 69.90  | Faina Melnik        | Praga, Checoslovaquia               | 27 de mayo de 1974       |
| 70.20  | Faina Melnik        | Zúrich, Suiza                       | 20 de agosto de 1975     |
| 70.50  | Faina Melnik        | Sochi, Unión Soviética              | 24 de mayo de 1976       |
| 70.72  | Evelin Jahl         | Dresde, Alemania Oriental           | 12 de agosto de 1978     |
| 71.50  | Evelin Jahl         | Potsdam, Alemania Oriental          | 10 de mayo de 1980       |
| 71.80  | Mariya Petkova      | Sofía, Bulgaria                     | 13 de julio de 1980      |
| 73.26  | Galina Savinkova    | Leselidze, Unión Soviética          | 22 de mayo de 1983       |
| 73.36  | Irina Meszynski     | Praga, Checoslovaquia               | 17 de agosto de 1984     |
| 74.56  | Zdeňka Šilhavá      | Nitra, Checoslovaquia               | 26 de agosto de 1984     |
| 76.80  | Gabriele Reinsch    | Neubrandenburg, Alemania            | 9 de julio de 1988       |

## Atletas con mejores marcas mundiales
- Actualizado a agosto de 2024.

### Hombres
| Rank | Marca   | Atleta              | Lugar                 | Fecha                   |
| ---- | ------- | ------------------- | --------------------- | ----------------------- |
| 1    | 75.56 m | Mykolas Alekna      | Ramona, Oklahoma      | abril de 2025           |
| 2    | 74.08 m | Jürgen Schult       | Neubrandenburg        | 6 de junio de 1986      |
| 3    | 73.88 m | Virgilijus Alekna   | Kaunas                | 3 de agosto de 2000     |
| 4    | 73.38 m | Gerd Kanter         | Helsingborg           | 4 de septiembre de 2006 |
| 5    | 71.86 m | Yuriy Dumchev       | Moscú                 | 29 de mayo de 1983      |
| 5    | 71.86 m | Daniel Ståhl        | Bottnaryd             | 29 de junio de 2019     |
| 5    | 71.86 m | Kristjan Čeh        | Jõhvi                 | 16 de junio de 2023     |
| 8    | 71.84 m | Piotr Małachowski   | Hengelo               | 8 de junio de 2013      |
| 9    | 71.70 m | Róbert Fazekas      | Szombathely           | 14 de julio de 2002     |
| 10   | 71.50 m | Lars Riedel         | Wiesbaden             | 3 de mayo de 1997       |
| 11   | 71.48 m | Alex Rose           | Allendale             | 11 de mayo de 2024      |
| 12   | 71.32 m | Ben Plucknett       | Eugene                | 4 de junio de 1983      |
| 13   | 71.26 m | John Powell         | San José (California) | 9 de junio de 1984      |
| 13   | 71.26 m | Rickard Bruch       | Malmö                 | 15 de noviembre de 1984 |
| 13   | 71.26 m | Imrich Bugár        | San José (California) | 25 de mayo de 1985      |
| 16   | 71.18 m | Art Burns           | San José (California) | 19 de julio de 1983     |
| 17   | 71.16 m | Wolfgang Schmidt    | Berlín                | 9 de agosto de 1978     |
| 18   | 71.14 m | Anthony Washington  | Salinas, California   | 22 de mayo de 1996      |
| 19   | 71.06 m | Luis Delís          | La Habana             | 21 de mayo de 1983      |
| 20   | 70.98 m | Mac Wilkins         | Helsinki              | 9 de julio de 1980      |
| 21   | 70.82 m | Aleksander Tammert  | Denton, Texas         | 15 de abril de 2006     |
| 22   | 71.78 m | Fedrick Dacres      | Rabat                 | 16 de junio de 2019     |
| 23   | 70.68 m | Lukas Weißhaidinger | Schwechat             | 16 de mayo de 2023      |
| 24   | 70.66 m | Robert Harting      | Turnov                | 22 de mayo de 2012      |
| 25   | 70.54 m | Dmitriy Shevchenko  | Krasnodar             | 7 de mayo de 2002       |

### Mujeres
| Rank | Marca   | Atleta              | Lugar               | Fecha                   |
| ---- | ------- | ------------------- | ------------------- | ----------------------- |
| 1    | 74.60 m | Gabriele Reinsch    | Neubrandenburg      | 9 de julio de 1988      |
| 2    | 74.56 m | Zdeňka Šilhavá      | Nitra               | 26 de agosto de 1984    |
| 2    | 74.56 m | Ilke Wyludda        | Neubrandenburg      | 23 de julio de 1989     |
| 4    | 74.08 m | Diana Sachse        | Karl-Marx-Stadt     | 20 de junio de 1987     |
| 5    | 73.84 m | Daniela Costian     | Bucarest            | 30 de abril de 1988     |
| 6    | 73.36 m | Irina Meszynski     | Praga               | 17 de agosto de 1984    |
| 7    | 73.28 m | Galina Savinkova    | Donetsk             | 8 de septiembre de 1984 |
| 8    | 73.22 m | Tsvetanka Khristova | Kazanlak            | 19 de abril de 1987     |
| 9    | 73.10 m | Gisela Beyer        | Berlín              | 20 de julio de 1984     |
| 10   | 73.09 m | Yaimé Pérez         | Oklahoma            | 13 de abril de 2024     |
| 11   | 72.92 m | Martina Hellmann    | Potsdam             | 20 de agosto de 1987    |
| 12   | 72.14 m | Galina Murashova    | Praga               | 17 de agosto de 1984    |
| 13   | 71.80 m | Mariya Vergova      | Sofía               | 13 de julio de 1980     |
| 14   | 71.68 m | Xiao Yanling        | Beijing             | 14 de marzo de 1992     |
| 15   | 71.58 m | Ellina Zvereva      | Leningrado          | 12 de junio de 1988     |
| 16   | 71.50 m | Evelin Jahl         | Potsdam             | 10 de mayo de 1980      |
| 17   | 71.46 m | Valarie Allman      | La Jolla            | 8 de abril de 2022      |
| 18   | 71.41 m | Sandra Perković     | Bellinzona          | 18 de julio de 2017     |
| 19   | 71.30 m | Larisa Korotkevich  | Sochi               | 29 de mayo de 1992      |
| 20   | 71.22 m | Ria Stalman         | Walnut (California) | 15 de julio de 1984     |
| 21   | 70.88 m | Hilda Ramos         | La Habana           | 8 de mayo de 1992       |
| 22   | 70.80 m | Larisa Mikhalchenko | Járkov              | 18 de junio de 1988     |
| 23   | 70.68 m | Maritza Martén      | Sevilla             | 18 de julio de 1992     |
| 24   | 70.65 m | Denia Caballero     | Bilbao              | 20 de junio de 2015     |
| 25   | 70.50 m | Faina Melnik        | Sochi               | 24 de abril de 1976     |

## Campeones olímpicos

### Masculino
Detalles ver Anexo:Medallistas olímpicos en atletismo (Lanzamiento de disco masculino).
| Edición             | Oro                                             | Plata                                | Bronce                               |
| ------------------- | ----------------------------------------------- | ------------------------------------ | ------------------------------------ |
| Atenas 1896         | Robert Garrett (29,15 m.) · Estados Unidos      | Panagiotis Paraskevopoulos · Grecia  | Sotirios Versis · Grecia             |
| París 1900          | Rudolf Bauer (36,04 m.) · Hungría               | František Janda-Suk · Bohemia        | Richard Sheldon · Estados Unidos     |
| San Luis 1904       | Martin Sheridan (39,28 m.) · Estados Unidos     | Ralph Rose · Estados Unidos          | Nikolaos Georgantas · Grecia         |
| Londres 1908        | Martin Sheridan (40,89 m.) · Estados Unidos     | Merritt Giffin · Estados Unidos      | Marquis Horr · Estados Unidos        |
| Estocolmo 1912      | Armas Taipale (45,21 m.) · Rusia                | Richard Byrd · Estados Unidos        | James Duncan · Estados Unidos        |
| Amberes 1920        | Elmer Niklander (44,68 m.) · Finlandia          | Armas Taipale · Finlandia            | Gus Pope · Estados Unidos            |
| París 1924          | Clarence Houser (46,15 m.) · Estados Unidos     | Vilho Niittymaa · Finlandia          | Thomas Lieb · Estados Unidos         |
| Ámsterdam 1928      | Clarence Houser (47,32) · Estados Unidos        | Antero Kivi · Finlandia              | James Corson · Estados Unidos        |
| Los Ángeles 1932    | John Anderson (49,49 m.) · Estados Unidos       | Henri LaBorde · Estados Unidos       | Paul Winter · Francia                |
| Berlín 1936         | Ken Carpenter (50,48 m.) · Estados Unidos       | Gordon Dunn · Estados Unidos         | Giorgio Oberweger · Italia           |
| Londres 1948        | Adolfo Consolini (52,78 m.) · Italia            | Giuseppe Tosi · Italia               | Fortune Gordien · Estados Unidos     |
| Helsinki 1952       | Sim Iness (55,03 m.) · Estados Unidos           | Adolfo Consolini · Italia            | James Dillion · Estados Unidos       |
| Melbourne 1956      | Al Oerter (56,36 m.) · Estados Unidos           | Fortune Gordien · Estados Unidos     | Des Koch · Estados Unidos            |
| Roma 1960           | Al Oerter (59,18 m.) · Estados Unidos           | Rink Babka · Estados Unidos          | Dick Cochran · Estados Unidos        |
| Tokio 1964          | Al Oerter (61,00 m.) · Estados Unidos           | Ludvík Daněk · Checoslovaquia        | Dave Weill · Estados Unidos          |
| México 1968         | Al Oerter (64,78 m.) · Estados Unidos           | Lothar Milde · Alemania Occidental   | Ludvík Daněk · Checoslovaquia        |
| Múnich 1972         | Ludvík Daněk (64,40 m.) · Checoslovaquia        | Jay Silvester · Estados Unidos       | Ricky Bruch · Suecia                 |
| Montreal 1976       | Mac Wilkins (67,50 m) · Estados Unidos          | Wolfgang Schmidt · Alemania Oriental | John Powell · Estados Unidos         |
| Moscú 1980          | Viktor Rashchupkin (66,64 m.) · Unión Soviética | Imrich Bugár · Checoslovaquia        | Luis Delís · Cuba                    |
| Los Ángeles 1984    | Rolf Danneberg (66,60 m) · Alemania Occidental  | Mac Wilkins · Estados Unidos         | John Powell · Estados Unidos         |
| Seúl 1988           | Jürgen Schult (68,82 m.) · Alemania Oriental    | Romas Ubartas · Unión Soviética      | Rolf Danneberg · Alemania Occidental |
| Barcelona 1992      | Romas Ubartas (65,12 m.) · Lituania             | Jürgen Schult · Alemania             | Roberto Moya · Cuba                  |
| Atlanta 1996        | Lars Riedel (69,40 m.) · Alemania               | Vladimir Dubrovshchik · Bielorrusia  | Vasiliy Kaptyukh · Bielorrusia       |
| Sídney 2000         | Virgilijus Alekna (69,30 m.) · Lituania         | Lars Riedel · Alemania               | Frantz Kruger · Sudáfrica            |
| Atenas 2004         | Virgilijus Alekna (69,89 m.) · Lituania         | Zoltán Kővágó · Hungría              | Aleksander Tammert · Estonia         |
| Pekín 2008          | Gerd Kanter (68,82 m.) · Estonia                | Piotr Małachowski · Polonia          | Virgilijus Alekna · Lituania         |
| Londres 2012        | Robert Harting (68,27 m.) · Alemania            | Ehsan Haddadi · Irán                 | Gerd Kanter · Estonia                |
| Río de Janeiro 2016 | Christoph Harting (68,37 m.) · Alemania         | Piotr Małachowski · Polonia          | Daniel Jasinski · Alemania           |
| Tokio 2020          | Daniel Ståhl (68,90 m.) · Suecia                | Simon Pettersson · Suecia            | Lukas Weißhaidinger · Austria        |
| París 2024          | Rojé Stona (70,00 m. RO) · Jamaica              | Mykolas Alekna · Lituania            | Matthew Denny · Australia            |

### Femenino
| Edición             | Oro                                                | Plata                                     | Bronce                                |
| ------------------- | -------------------------------------------------- | ----------------------------------------- | ------------------------------------- |
| Ámsterdam 1928      | Halina Konopacka (39,62 m.) · Polonia              | Lillian Copeland · Estados Unidos         | Ruth Svedberg · Suecia                |
| Los Ángeles 1932    | Lillian Copeland (40,59 m.) · Estados Unidos       | Ruth Osburn · Estados Unidos              | Jadwiga Wajs · Polonia                |
| Berlín 1936         | Gisela Mauermayer (47,63 m.) · Alemania            | Jadwiga Wajs · Polonia                    | Paula Mollenhauer · Alemania          |
| Londres 1948        | Micheline Ostermeyer (41,92 m.) · Francia          | Edera Gentile · Italia                    | Jacqueline Mazéas · Francia           |
| Helsinki 1952       | Nina Romashkova (57.04 m.) · Unión Soviética       | Yelisaveta Bagriantseva · Unión Soviética | Nina Dumbadse · Unión Soviética       |
| Melbourne 1956      | Olga Fikotova (53,69 m.) · Checoslovaquia          | Irina Beglyakova · Unión Soviética        | Nina Romashkova · Unión Soviética     |
| Roma 1960           | Nina Romashkova (55,10 m.) · Unión Soviética       | Tamara Press · Unión Soviética            | Lia Manoliu · Rumania                 |
| Tokio 1964          | Tamara Press (57,27 m.) · Unión Soviética          | Ingrid Lotz · Equipo Alemán Unificado     | Lia Manoliu · Rumania                 |
| México 1968         | Lia Manoliu (58,28 m.) · Rumania                   | Liesel Westermann · Alemania Occidental   | Jolán Kleiber-Kontsek · Hungría       |
| Múnich 1972         | Faina Melnik (66,62 m.) · Unión Soviética          | Argentina Menis · Rumania                 | Vasilka Stoeva · Bulgaria             |
| Montreal 1976       | Evelin Jahl (69,00 m.) · Alemania Oriental         | Mariya Vergova · Bulgaria                 | Gabriele Hinzmann · Alemania Oriental |
| Moscú 1980          | Evelin Jahl (69,96 m.) · Alemania Oriental         | Mariya Petkova · Bulgaria                 | Tatyana Lesovaya · Unión Soviética    |
| Los Ángeles 1984    | Ria Stalman (65,36 m.) · Países Bajos              | Leslie Deniz · Estados Unidos             | Florența Crăciunescu · Rumania        |
| Seúl 1988           | Martina Hellmann (72,30 m. RO) · Alemania Oriental | Diana Gansky · Alemania Oriental          | Tsvetanka Khristova · Bulgaria        |
| Barcelona 1992      | Maritza Martén (70,06 m.) · Cuba                   | Tsvetanka Khristova · Bulgaria            | Daniela Costian · Australia           |
| Atlanta 1996        | Ilke Wyludda (69,66 m.) · Alemania                 | Natalya Sadova · Rusia                    | Ellina Zvereva · Bielorrusia          |
| Sídney 2000         | Ellina Zvereva (68,40 m.) · Bielorrusia            | Anastasia Kelesidou · Grecia              | Iryna Yatchenko · Bielorrusia         |
| Atenas 2004         | Natalya Sadova (67,02 m.) · Rusia                  | Anastasia Kelesidou · Grecia              | Iryna Yatchenko · Bielorrusia         |
| Pekín 2008          | Stephanie Brown T. (64,24 m.) · Estados Unidos     | Olena Antonova · Ucrania                  | Song Aimin · República Popular China  |
| Londres 2012        | Sandra Perković (69,11 m.) · Croacia               | Li Yanfeng · República Popular China      | Yarelis Barrios · Cuba                |
| Río de Janeiro 2016 | Sandra Perković (69,21 m.) · Croacia               | Melina Robert-Michon · Francia            | Denia Caballero · Cuba                |
| Tokio 2020          | Valarie Allman (68,98 m.) · Estados Unidos         | Kristin Pudenz · Alemania                 | Yaime Pérez · Cuba                    |
| París 2024          | Valarie Allman (69,50 m) · Estados Unidos          | Feng Bin · República Popular China        | Sandra Elkasević · Croacia            |

## Campeones mundiales
- Ganadores en el Campeonato Mundial de Atletismo.

### Masculino
| Edición         | Oro                | Plata                 | Bronce              |
| --------------- | ------------------ | --------------------- | ------------------- |
| Helsinki 1983   | Imrich Bugár       | Luis Delís            | Géjza Valent        |
| Roma 1987       | Jürgen Schult      | John Powell           | Luis Delís          |
| Tokio 1991      | Lars Riedel        | Erik de Bruin         | Attila Horváth      |
| Stuttgart 1993  | Lars Riedel        | Dmitriy Shevchenko    | Jürgen Schult       |
| Gotemburgo 1995 | Lars Riedel        | Vladimir Dubrovshchik | Vasiliy Kaptyukh    |
| Atenas 1997     | Lars Riedel        | Virgilijus Alekna     | Jürgen Schult       |
| Sevilla 1999    | Anthony Washington | Jürgen Schult         | Lars Riedel         |
| Edmonton 2001   | Lars Riedel        | Virgilijus Alekna     | Michael Möllenbeck  |
| París 2003      | Virgilijus Alekna  | Róbert Fazekas        | Vasiliy Kaptyukh    |
| Helsinki 2005   | Virgilijus Alekna  | Gerd Kanter           | Michael Möllenbeck  |
| Osaka 2007      | Gerd Kanter        | Robert Harting        | Rutger Smith        |
| Berlín 2009     | Robert Harting     | Piotr Małachowski     | Gerd Kanter         |
| Daegu 2011      | Robert Harting     | Gerd Kanter           | Ehsan Hadadi        |
| Moscú 2013      | Robert Harting     | Piotr Małachowski     | Gerd Kanter         |
| Pekín 2015      | Piotr Małachowski  | Philip Milanov        | Robert Urbanek      |
| Londres 2017    | Andrius Gudžius    | Daniel Ståhl          | Mason Finley        |
| Doha 2019       | Daniel Ståhl       | Fedrick Dacres        | Lukas Weißhaidinger |
| Oregón 2022     | Kristjan Čeh       | Mykolas Alekna        | Andrius Gudžius     |
| Budapest 2023   | Daniel Ståhl       | Kristjan Čeh          | Mykolas Alekna      |

### Femenino
| Edición         | Oro                 | Plata                | Bronce                    |
| --------------- | ------------------- | -------------------- | ------------------------- |
| Helsinki 1983   | Martina Hellmann    | Galina Murašova      | Maria Petkova             |
| Roma 1987       | Martina Hellmann    | Diana Gansky         | Tsvetanka Khristova       |
| Tokio 1991      | Tsvetanka Khristova | Ilke Wyludda         | Larisa Mikhalchenko       |
| Stuttgart 1993  | Olga Chernyavskaya  | Daniela Costian      | Min Chunfeng              |
| Gotemburgo 1995 | Ellina Zvereva      | Ilke Wyludda         | Olga Chernyavskaya        |
| Atenas 1997     | Beatrice Faumuina   | Ellina Zvereva       | Natalya Sadova            |
| Sevilla 1999    | Franka Dietzsch     | Anastasía Kelesidou  | Nicoleta Grasu            |
| Edmonton 2001   | Ellina Zvereva      | Nicoleta Grasu       | Anastasía Kelesidou       |
| París 2003      | Iryna Yatchenko     | Anastasía Kelesidou  | Ekateríni Voggoli         |
| Helsinki 2005   | Franka Dietzsch     | Natalya Sadova       | Věra Pospíšilová-Cechlová |
| Osaka 2007      | Franka Dietzsch     | Yarelys Barrios      | Nicoleta Grasu            |
| Berlín 2009     | Dani Samuels        | Yarelys Barrios      | Nicoleta Grasu            |
| Daegu 2011      | Li Yanfeng          | Nadine Müller        | Yarelys Barrios           |
| Moscú 2013      | Sandra Perković     | Mélina Robert-Michon | Yarelys Barrios           |
| Pekín 2015      | Denia Caballero     | Sandra Perković      | Nadine Müller             |
| Londres 2017    | Sandra Perković     | Dani Stevens         | Mélina Robert-Michon      |
| Doha 2019       | Yaimé Pérez         | Denia Caballero      | Sandra Perković           |
| Oregón 2022     | Feng Bin            | Sandra Perković      | Valarie Allman            |
| Budapest 2023   | Laulauga Tausaga    | Valarie Allman       | Feng Bin                  |

## Mejores marcas por temporada
| Año  | Distancia | Atleta             | Lugar                  |
| ---- | --------- | ------------------ | ---------------------- |
| 1968 | 68.40     | Jay Silvester      | Reno                   |
| 1969 | 68.06     | Rickard Bruch      | Malmö                  |
| 1970 | 67.14     | Rickard Bruch      | Malmö                  |
| 1971 | 70.38     | Jay Silvester      | Lancaster, California  |
| 1972 | 68.40     | Rickard Bruch      | Estocolmo              |
| 1973 | 67.58     | Rickard Bruch      | Skellefteå             |
| 1974 | 68.16     | Rickard Bruch      | Helsingborg            |
| 1975 | 69.08     | John Powell        | Long Beach, California |
| 1976 | 70.86     | Mac Wilkins        | San José (California)  |
| 1977 | 69.20     | Mac Wilkins        | Westwood (Los Ángeles) |
| 1978 | 71.16     | Wolfgang Schmidt   | Berlín                 |
| 1979 | 70.66     | Mac Wilkins        | Walnut                 |
| 1980 | 70.98     | Mac Wilkins        | Erfurt                 |
| 1981 | 69.98     | John Powell        | Modesto, California    |
| 1982 | 70.58     | Luis Delís         | Salinas, California    |
| 1983 | 71.86     | Yuriy Dumchev      | Moscú                  |
| 1984 | 71.26     | John Powell        | San José (California)  |
| 1985 | 71.26     | Imrich Bugár       | San José (California)  |
| 1986 | 74.08     | Jürgen Schult      | Neubrandenburg         |
| 1987 | 69.52     | Jürgen Schult      | Neubrandenburg         |
| 1988 | 70.46     | Jürgen Schult      | Berlín                 |
| 1989 | 70.92     | Wolfgang Schmidt   | Norden                 |
| 1990 | 68.94     | Romas Ubartas      | Smalininkai            |
| 1991 | 69.36     | Mike Buncic        | Fresno                 |
| 1992 | 69.04     | Jürgen Schult      | Halle                  |
| 1993 | 68.42     | Lars Riedel        | Jena                   |
| 1994 | 68.58     | Attila Horváth     | Budapest               |
| 1995 | 69.08     | Lars Riedel        | Bellinzona; Mónaco     |
| 1996 | 71.14     | Anthony Washington | Salinas, California    |
| 1997 | 71.50     | Lars Riedel        | Wiesbaden              |
| 1998 | 69.91     | John Godina        | Salinas, California    |
| 1999 | 69.18     | Lars Riedel        | Jena                   |
| 2000 | 73.88     | Virgilijus Alekna  | Kaunas                 |
| 2001 | 70.99     | Virgilijus Alekna  | Stellenbosch           |
| 2002 | 71.70     | Róbert Fazekas     | Szombathely            |
| 2003 | 70.78     | Róbert Fazekas     | Budapest               |
| 2004 | 70.97     | Virgilijus Alekna  | Rethimno               |
| 2005 | 70.67     | Virgilijus Alekna  | Madrid                 |
| 2006 | 73.38     | Gerd Kanter        | Helsingborg            |
| 2007 | 72.02     | Gerd Kanter        | Salinas, California    |
| 2008 | 71.88     | Gerd Kanter        | Salinas, California    |
| 2009 | 71.64     | Gerd Kanter        | Kohila                 |
| 2010 | 71.45     | Gerd Kanter        | Chula Vista            |
| 2011 | 69.50     | Zoltán Kővágó      | Budapest               |
| 2012 | 70.66     | Robert Harting     | Turnov                 |
| 2013 | 71.84     | Piotr Małachowski  | Hengelo                |
| 2014 | 69.28     | Piotr Małachowski  | Halle                  |
| 2015 | 68.29     | Piotr Małachowski  | Cetniewo               |
| 2016 | 68.72     | Daniel Ståhl       | Sollentuna             |
| 2017 | 71.29     | Daniel Ståhl       | Sollentuna             |
| 2018 | 69.72     | Daniel Ståhl       | Eskilstuna             |
| 2019 | 71.86     | Daniel Ståhl       | Bottnaryd              |
| 2020 | 71.37     | Daniel Ståhl       | Sollentuna             |
| 2021 | 71.40     | Daniel Ståhl       | Bottnaryd              |
| 2022 | 71.47     | Daniel Ståhl       | Uppsala                |
| 2023 | 71.86     | Kristjan Čeh       | Jõhvi                  |
| 2024 | 74.35     | Mykolas Alekna     | Ramona,                |

| Año  | Distancia | Atleta              | Lugar           |
| ---- | --------- | ------------------- | --------------- |
| 1968 | 62.54     | Liesel Westermann   | Werdohl         |
| 1969 | 63.96     | Liesel Westermann   | Hamburgo        |
| 1970 | 63.66     | Karin Illgen        | Leipzig         |
| 1971 | 64.88     | Faina Melnik        | Múnich          |
| 1972 | 67.32     | Argentina Menis     | Constanta       |
| 1973 | 69.48     | Faina Melnik        | Edinburgh       |
| 1974 | 69.90     | Faina Melnik        | Praga           |
| 1975 | 70.20     | Faina Melnik        | Zúrich          |
| 1976 | 70.50     | Faina Melnik        | Sochi           |
| 1977 | 68.92     | Sabine Engel        | Karl-Marx-Stadt |
| 1978 | 70.72     | Evelin Jahl         | Dresde          |
| 1979 | 69.82     | Evelin Jahl         | Leipzig         |
| 1980 | 71.80     | Maria Petkova       | Sofía           |
| 1981 | 71.46     | Evelin Jahl         | Berlín          |
| 1982 | 71.40     | Irina Meszynski     | Karl-Marx-Stadt |
| 1983 | 73.26     | Galina Savinkova    | Leselidze       |
| 1984 | 74.56     | Zdeňka Šilhavá      | Nitra           |
| 1985 | 72.96     | Galina Savinkova    | Erfurt          |
| 1986 | 73.26     | Diana Gansky        | Neubrandenburg  |
| 1987 | 74.08     | Diana Gansky        | Karl-Marx-Stadt |
| 1988 | 76.80     | Gabriele Reinsch    | Neubrandenburg  |
| 1989 | 74.56     | Ilke Wyludda        | Neubrandenburg  |
| 1990 | 71.10     | Ilke Wyludda        | Tel Aviv        |
| 1991 | 71.02     | Tsvetanka Khristova | Tokio           |
| 1992 | 71.68     | Xiao Yanling        | Beijing         |
| 1993 | 68.14     | Larisa Korotkevich  | Venissieux      |
| 1994 | 68.58     | Daniela Costian     | Auckland        |
| 1995 | 69.68     | Mette Bergmann      | Florø           |
| 1996 | 69.66     | Ilke Wyludda        | Atlanta         |
| 1997 | 70.00     | Xiao Yanling        | Shanghái        |
| 1998 | 68.91     | Franka Dietzsch     | Stendal         |
| 1999 | 70.02     | Natalya Sadova      | Tesalónica      |
| 2000 | 68.70     | Nicoleta Grasu      | Bucarest        |
| 2001 | 68.57     | Natalya Sadova      | Edmonton        |
| 2002 | 67.73     | Natalya Sadova      | Tula            |
| 2003 | 69.38     | Natalya Sadova      | Halle           |
| 2004 | 69.14     | Irina Yatchenko     | Minsk           |
| 2005 | 66.81     | Věra Cechlová       | Madrid          |
| 2006 | 68.51     | Franka Dietzsch     | Schönebeck      |
| 2007 | 68.06     | Franka Dietzsch     | Halle           |
| 2008 | 66.51     | Nicoleta Grasu      | Estambul        |
| 2009 | 66.40     | Li Yanfeng          | Jinan           |
| 2010 | 67.78     | Nadine Müller       | Wiesbaden       |
| 2011 | 67.98     | Li Yanfeng          | Schönebeck      |
| 2012 | 69.11     | Sandra Perković     | Londres         |
| 2013 | 68.96     | Sandra Perković     | Lausana         |
| 2014 | 71.08     | Sandra Perković     | Zúrich          |
| 2015 | 70.65     | Denia Caballero     | Bilbao          |
| 2016 | 70.88     | Sandra Perković     | Shanghái        |
| 2017 | 71.41     | Sandra Perković     | Bellinzona      |
| 2018 | 71.38     | Sandra Perković     | Doha            |
| 2019 | 69.39     | Yaimé Pérez         | Sotteville      |
| 2020 | 70.15     | Valarie Allman      | Rathdrum        |
| 2021 | 71.16     | Valarie Allman      | Berlín          |
| 2022 | 71.46     | Valarie Allman      | San Diego       |
| 2023 | 70.47     | Valarie Allman      | Berlín          |
| 2024 | 73.09     | Yaime Pérez         | Ramona          |